# José Avelino Bettencourt
José Avelino Bettencourt (Velas, Açores, 22 de maig de 1962) és un religiós portuguès. Va ser ordenat sacerdot el 29 de juny de 1993, i el 2003 capellà de la Seva Santetat. El 14 de novembre de 2012, el papa Benet XVI el nomenà cap del protocol de la Secretaria d'Estat. També és responsable dels contactes amb les ambaixades acreditades a la Santa Seu i a l'autoritat del Vaticà central.
El 26 de febrer de 2018, papa Francisco el nomenà nunci apostòlic, amb la dignitat d'arquebisbe; a partir de l'1 de març és nunci apostòlic a Armènia i des el 8 de març nunci apostòlic a Geòrgia.